# Leptispa irregularis
Leptispa irregularis es una especie de insecto coleóptero de la familia Chrysomelidae.
Fue descrita científicamente en 1951 por Pic.